# Поцелуй (фильм, 1983)
«Поцелуй» — советский художественный телефильм режиссёра Романа Балаяна, снят по заказу Гостелерадио СССР на Киностудии им. А. Довженко в 1983 году.

## Сюжет
Фильм по мотивам одноимённого рассказа А. П. Чехова. Артиллерийская бригада остановилась в маленькой деревушке. Местный помещик, отставной генерал фон Раббек приглашает офицеров к себе в гости. Все офицеры, кроме поручика Рябовича, развлекаются — танцуют с прелестными девушками или играют на бильярде. Поручик застенчив, некрасив, он не танцует, не принимает участия в игре и вообще всем мешает.
Рябович отправляется бродить по дому, случайно слышит разговор жены генерала со своим мужем, которая жалуется ему, что визиты господ офицеров слишком дорого им обходятся. Потом Рябович случайно забредает в одну из темных комнат и там его вдруг обнимает и целует незнакомка. Поручик в растерянности возвращается к гостям, ломая голову, кто же из дам могла его поцеловать. Теперь этот нечаянный поцелуй занимает все его мысли.
Рябович рассказывает об этом случае офицерам и становится объектом шуток офицера Лобытко. Его шутки все больше раздражают Рябовича и он вызывает Лобытко на дуэль, которая заканчивается благополучно, без убийства друзей. После похода под проливным дождем бригада возвращается вновь в маленькую деревушку. Разговор заходит о визите к фон Раббеку. Рябович потерянно бродит около реки, чувствуя, как бесцветна и скудна его жизнь. Когда он возвращается к себе в избу, то узнаёт, что офицеры уже ушли в гости. Но поручику не хочется бередить свои раны и он не идёт к генералу.

## В ролях
- Олег Янковский — поручик Михаил Рябович
- Александр Абдулов — поручик Лобытко
- Олег Меньшиков — поручик Мерзляков
- Сократ Абдукадыров — поручик Сальманов
- Олег Табаков — бригадный генерал
- Александр Адабашьян — Сергей фон Раббек, сын генерала
- Ирина Алфёрова — Соня, барышня в сиреневом
- Александр Вокач — генерал фон Раббек
- Евгения Ханаева — жена генерала
- Татьяна Кравченко — Катюша
- Светлана Немировская — дочь помещика
- Сергей Подгорный — аккомпаниатор
- Любовь Руднева
- Елена Михайлова

## Создатели фильма
- Автор сценария и режиссёр: Роман Балаян
- Оператор: Вилен Калюта
- Композитор: Вадим Храпачёв
- Художники: Сергей Хотимский, Мария Левитская
- Звукооператор: З. Капистинская
- Художник по костюмам: М. Левитская
- Художники-гримёры: Л. Семашко, Л. Гилева
- Художник-декоратор: В. Рожков
- Режиссёр: О. Лысенко
- Операторы: А. Шигаев, Е. Рязанцев
- Монтажёр: Е. Лукашенко